# Паньковский, Константин Константинович
Константин (Кость) Константинович Паньковский (Панькивский) (1897—1973) — украинский политический деятель, публицист, адвокат. Председатель Совета народных министров Украинской народной республики в изгнании (1945—1948).

## Биография
Родился в 1897 году во Львове. Учился в Праге, где возглавлял украинскую студенческую организацию — группу Украинская последовательной молодёжи.
В 1924—1939 годах занимался адвокатской практикой во Львове. В 1920-30-х годах выступал защитником во время политических процессов, защищая членов Украинской войсковой организации и Организации украинских националистов на Западной Украине. В ходе Львовского процесса в декабре 1932 года Кость Паньковский вместе с В. Старосольським был адвокатом В. Биласа, Д. Данилишина, защищал Я. Макарушку и О. Пашкевича.
Принимал активное участие в работе благотворительных организаций: Общества охраны детей и опеки над молодёжью, Общества помощи инвалидам и других.
Был заместителем В. Кубийовича в  Украинском центральном комитете, созданном в 1940 году в генерал-губернаторстве, затем председателем Украинского краевого комитета как филиала Украинского центрального комитета во Львове, затем членом правительства Я. Стецько, провозглашённого 30 июня 1941 года.
В 1945—1949 годах находился в Германии. Принадлежал к одной из украинских политических партий, действующих в эмиграции — Украинскому национально-государственному союзу. С 1949 года Кость Паньковский жил в США. С 1950 года вместе с М. Ветухивым и Н. Шлемкевичем создал Союз украинских национальных демократов; в 1950—1966 годах — его председатель, впоследствии возглавлял представительства исполнительного органа Украинского национального совета в США и американский отдел Лиги порабощённых Россией народов.
Похоронен на украинском православном кладбище в Бавнд Брук, штат Нью-Джерси.

## Работы
- Паньківський, Кость. Роки німецької окупації  / Кость Паньківський = Kost’ Pan’kivs’kyi. – Нью-Йорк; Торонто: [East side press], 1965. – 479 с. – (Життя і мислі ; кн. 7).
- Паньківський, Кость. Від комітету до Державного Центру  / Кость Паньківський =  Kost’ Pan’kivs’kyi. – Нью-Йорк; Торонто: [East side press], 1968. – 284 с. – (Життя і мислі ; кн. 9).
- Паньківський, Кость. Від держави до Комітету: (літо 1941 року у Львові)  / Кость Паньківський = Kost’ Pan’kivs’kyi. – 2-ге вид. – Нью-Йорк; Торонто: [s.n.], 1970. – 150 с. – (Життя і мислі ; кн. 10).
- Pan’kivs’kyi diary // UVAN (Ukrainian Academy of Arts and Sciences archive, New York), Kost’ Pan’kivs’kyi collection (KPC), fond 6 series 6/2, folder III/5.